# Lecanophora ruiz-lealii
Lecanophora ruiz-lealii är en malvaväxtart som beskrevs av Antonio Krapovickas. Lecanophora ruiz-lealii ingår i släktet Lecanophora och familjen malvaväxter. Inga underarter finns listade i Catalogue of Life.